# Dicranomyia (Dicranomyia) mascarensis
Dicranomyia (Dicranomyia) mascarensis is een tweevleugelige uit de familie steltmuggen (Limoniidae). De soort komt voor in het Afrotropisch gebied.